# Naharros de Valdunciel
Naharros de Valdunciel es una localidad del municipio de Valdunciel, en la comarca de La Armuña, provincia de Salamanca, comunidad autónoma de Castilla y León, España. 

## Etimología
El nombre de Naharros, con el que ya aparece documentada la localidad en la Alta Edad Media, se debe a que en el proceso de repoblación esta localidad fue fundada por gentes oriundas de Navarra.

## Historia
La fundación de Naharros de Valdunciel se fecha en la Edad Media, debiéndose al proceso repoblador emprendido en la zona por los reyes de León, apareciendo recogido ya en el siglo XIII como Naharros, encuadrado dentro del cuarto de Armuña de la Diócesis de Salamanca, en el Reino de León. Con la creación de las provincias actuales en 1833 Naharros quedó adscrito a la de Salamanca, dentro de la Región Leonesa.

## Demografía
En 2017 Naharros de Valdunciel contaba con 22 habitantes, de los cuales 10 eran hombres y 12 mujeres. (INE 2017)
| Gráfica de evolución demográfica de Naharros de Valdunciel entre 2000 y 2017             |
|                                                                                          |
| Fuente: Instituto Nacional de Estadística de España - Elaboración gráfica por Wikipedia. |